# Anisothecium wichurae
Anisothecium wichurae là một loài Rêu trong họ Dicranaceae. Loài này được (Broth. ex M. Fleisch.) Broth. mô tả khoa học đầu tiên năm 1924.